# Гірник (газета)
Гірник (рос. Горняк) — чистяковська міська суспільно-політична газета. Виходить з 9 липня 1929 року.
Засновник — Торезька міська рада Донецької області.
До 2004 року газета «Гірник» друкувалася у місцевій друкарні, з осені 2004 року по 2014 рік — в друкарні ПП «Поліпрес» м. Макіївка.
З червня 2014 року, після розгрому редакції бойовиками «ДНР» та у зв'язку з окупацією міста, газета не видається.